# NGC 4395
NGC 4395 je prečkasta spiralna galaktika u zviježđu Lovačkim psima. 
Ovo je galaktika vrlo svijetle i aktivne jezgre. Ovdje se nalazi nekoliko područja H II, od kojih su tri označena kao samostalni objekt: NGC 4399, NGC 4400 i NGC 4401.

## Vanjske poveznice
- (engl.) SEDS: NGC 4395
- (engl.) Revidirani Novi opći katalog
- (engl.) Izvangalaktička baza podataka NASA-e i IPAC-a
- (engl.) Astronomska baza podataka SIMBAD
- (engl.) VizieR